# کمال سیدو
کمال سیدو (۱۹۶۱ در عفرین-) نویسنده،مترجم و فعال سیاسی کرد اهل کردستان سوریه است.
کمال سیدو در عفرین در کردستان سوریه به دنیا آمد. وی پس از اتمام مدرسه در سال ۱۹۸۰ به مسکو رفت و به مطالعهٔ تاریخ و مطالعات شرقی پرداخت. سیدو در سال ۱۹۸۹ مطالعات خود را در دورهٔ دکتری در مؤسسه شرقی فرهنگستان علوم اتحاد جماهیر شوروی به پایان رساند. وی از سال ۱۹۹۰ به جمهوری فدرال آلمان رفت.
کمال سیدو در چندین نشریهٔ کردی، عربی، روسی، آلمانی و ترکی یادداشت می‌نویسد. وی تا سال ۲۰۰۶ در ماربورگ به زندگی و کار می‌پرداخت و از سال ۲۰۰۶ به عنوان مشاور در «جامعهٔ مردم تهدیدشده» (STP) در گوتینگن فعالیت خود را آغاز کرد. او به ترجمه از کردی، عربی و روسی می‌پردازد. کمال سیدو همچنین در آلمان برای چند سال در حزب دموکرات آزاد (FDP) به فعالیت سیاسی پرداخت.